# Juan Diego Botto
Juan Diego Botto, właśc. Juan Diego Botto Rota (ur. 29 sierpnia 1975 w Buenos Aires) – argentyńsko-hiszpański aktor, scenarzysta i reżyser filmowy, teatralny i telewizyjny.

## Życiorys
Syn argentyńskiej pary aktorskiej - Diego Botto (ur. 1949, zm. 1977) i Cristiny Roty (ur. 1945), miał zaledwie dwa lata, gdy zginął jego ojciec podczas brudnej wojny. Wraz z matką i starszą siostrą Maríą (ur. 10 lutego 1974), również aktorką, zamieszkał na stałe w Madrycie, w Hiszpanii. Ma przybraną siostrę Nur Al Levi Rotę (ur. 1 lutego 1979) z drugiego małżeństwa matki. W wieku pięciu lat zadebiutował na kinowym ekranie w komedii Wtorek i trzynastego, nie wychodź za mąż i nie rozpoczynaj podróży (Martes y trece, ni te cases ni te embarques, 1982). Występował także na scenie, m.in. w sztuce Przywilej bycia psem (Privilegio de ser perro). Zagrał potem w dramacie Ekstazy (Éxtasis, 1996) u boku Javiera Bardema, melodramacie komediowym Przetrwać (Sobreviviré, 1999) z Paz Vegą, dramacie Ave María (1999) z Demiánem Bichirem, debiucie reżyserskim Johna Malkovicha Tancerz (The Dancer Upstairs, 2002) z Javierem Bardemem, telefilmie ZDF August pierwszy cesarz (Imperium: Augustus, 2003) jako Antoniusz Jullus z udziałem Petera O’Toole, Charlotte Rampling i Benjamina Sadlera oraz dramacie Święto kozła (La Fiesta del chivo, 2005) z Isabellą Rossellini i Stevenem Bauerem.
Był czterokrotnie nominowany do nagrody Goya; jako Carlos w dramacie Opowieści z Kronen (Historias del Kronen, 1995) z Eduardo Noriegą, za rolę Asesino w thrillerze Morderstwo podczas pełni (Plenilunio, 1999) z Fernando Fernánem Gómezem, za najlepszy film dokumentalny, dramat o społecznych i politycznych sprawach dotyczących Hiszpanii - o manipulacjach rządu czy też terroryzmie, który reżyserował wraz z innymi twórcami Cześć motywie! (¡Hay motivo!, 2004) oraz za drugoplanową rolę Guillermo w komediodramacie Odejdź raz na zawsze (Vete de mí, 2006) z Juanem Diego, za którą odebrał nagrodę nowojorskich krytyków Premios ACE (La Asociación de Cronistas de Espectáculos).
W dniu 17 grudnia 2007 roku w duecie z Ivaną Baquero ogłosił nominacje do nagród Goya.

## Filmografia

### filmy kinowe
- 2008: Żona anarchisty (The Anarchist's Wife) jako Justo
- 2007: El Greco jako Niño de Guevara
- 2007: Miasto śmierci (Bordertown) jako Marco Antonio Salamanca
- 2006: Va ser que nadie es perfecto
- 2006: Odejdź raz na zawsze (Vete de mí) jako Guillermo
- 2005: Obaba jako Miguel
- 2005: Święto kozła (La Fiesta del chivo) jako Amadito Garcia Guerrero
- 2005: Cinema mil jako Martín
- 2004: Rzym (Roma) jako Manuel Cueto/Joaco
- 2003: My, niżej podpisani (Los Abajo firmantes) jako Jorge
- 2002: El Balancín de Iván jako Roberto
- 2002: Trece campanadas jako Jacobo
- 2002: El Caballero Don Quijote jako Tosilos
- 2002: Tancerz (The Dancer Upstairs) jako Sucre
- 2001: Silencio roto jako Manuel
- 2000: Asfalto jako Charly
- 1999: Novios jako Arturito
- 1999: Morderstwo podczas pełni (Plenilunio) jako Asesino
- 1999: Ave María jako Miguel
- 1999: Przetrwać (Sobreviviré) jako Inaqui
- 1998: Jestem piękna? (¿Bin ich schön?) jako Felipe
- 1997: W hołdzie starszym kobietom (En brazos de la mujer madura) jako Andres
- 1997: Martin (Martín (Hache)) jako Hache
- 1996: La Sal de la vida jako Charly
- 1996: Más que amor, frenesí jako Carlos
- 1996: Ekstazy (Éxtasis) jako Aspirant
- 1995: Opowieści z Kronen (Historias del Kronen) jako Carlos
- 1993: Mascara de Diijon jako Tony Holiday
- 1992: 1492: Wyprawa do raju (1492: Conquest of Paradise) jako Diego
- 1991: Jak być kobietą i przetrwać (Cómo ser mujer y no morir en el intento) jako Sergio
- 1990: Ovejas negras jako Adolfo
- 1989: Aventis jako Sarnita
- 1986: El Río de oro
- 1985: Los Motivos de Berta: Fantasía de Pubertad
- 1985: Teo el pelirrojo
- 1983: Mocne granie (Power Game)
- 1982: Martes y trece, ni te cases ni te embarques jako Niño

### filmy TV
- 2003: August pierwszy cesarz (Imperium: Augustus) jako Antoniusz Jullus
- 1996: Lukrecja (Lucrecia) jako César

### telenowele
- 1995: El Día que me quieras
- 1990–93: Zorro jako Felipe

### filmy krótkometrażowe
- 2005: Manolito Espinberg, une vie de cinéma
- 2002: El Balancín de Iván jako Roberto
- 1998: A Lorca
- 1987: Hace quince años